# La Chapelle-Saint-Florent
La Chapelle-Saint-Florent korábbi község Franciaország Loire mente régiójában, Maine-et-Loire megyében. 2015. december 15-én tíz másik korábbi községgel egyesült és Mauges-sur-Loire új község része lett.
Lakosainak száma 1399 fő (2018. január 1.). La Chapelle-Saint-Florent La Boissière-sur-Èvre, Botz-en-Mauges, Bouzillé, Le Marillais, Saint-Florent-le-Vieil és Saint-Pierre-Montlimart községekkel határos.

## Népesség
A település népességének változása:
| Lakosok száma | 1131 | 1135 | 1186 | 1186 | 1064 | 1185 | 1333 | 1364 | 1402 | 1399 |
|               | 1962 | 1968 | 1982 | 1990 | 1999 | 2008 | 2011 | 2013 | 2017 | 2018 |